# George Orton
George Washington Orton (Strathroy-Caradoc, 10 de enero de 1873 - Meredith (condado de Belknap, Nuevo Hampshire), 26 de junio de 1958) fue un atleta de media distancia y el primer canadiense campeón olímpico.
Estudiante de lenguas en la Universidad de Toronto, George llegó a los Estados Unidos para estudiar en la Universidad de Pensilvania en 1893, ya siendo uno de los mayores corredores de media distancia de América del Norte. Conquistó títulos en pruebas de milla, 2 millas en los obstáculos en Canadá, Estados Unidos y Gran Bretaña, con un total de 121 victorias.
Formado en 1896, continuó activo en el atletismo después de la universidad, para participar en los Juegos Olímpicos de París 1900. George viajó a París a convertirse a la delegación norteamericana, ya que a Canadá no mandó un equipo propio a estos Juegos. En París, participó de tres pruebas, dos de steeplechase y una de pista. Fue campeón olímpico en los 3000 m c/ obstáculos; 2500 m c/ obstáculos, hoy substituida por los 3000 m, y medalla de bronce en los 400 m en barra, conquistando las únicas medallas ganadas por Canadá en la competencia. La verdad, como integrante convidado al equipo de los Estados Unidos, Orton pasó muchos años siendo considerado un campeón olímpico de los Estados Unidos, después sus medallas serán reconocidas por la COI como una conquista canadiense.
Más tarde, fue entrenador de atletismo de la Universidad de Pensilvania y escribió un libro sobre la historia del deporte en aquella universidad. Murió a los 85 años, en Nuevo Hampshire.